# Kabatekiella dalihodi
Kabatekiella dalihodi är en skalbaggsart som beskrevs av Holzschuh 2008. Kabatekiella dalihodi ingår i släktet Kabatekiella och familjen långhorningar. Inga underarter finns listade i Catalogue of Life.